# Превежд
Превежд е средновековна българска крепост намираща се на 15 km северно от Тръстеник в Гледачките планини, и непосредствено над едноименното село Превежд.
До днес са запазени само останки от нея. Крепостта е последна на югоизток, като част от северозападната полоса на т.нар. моравска укрепителна система. 
На няколко километра западно от крепостта се намира средновековния манастир Каленич.